# Sittard-Geleen
Sittard-Geleen (phát âmⓘ) là một đô thị ở đông nam Hà Lan. Đô thị này được lập năm 2001 từ các đô thị Sittard, Geleen và Born.
Dân số tổng cộng là 96.000 người (2007), là đô thị đông dân thứ 2 ở Limburg (sau Maastricht với 125.000 dân). Về phía tây, Sittard-Geleen giáp với Bỉ, còn phía đông giáp Đức.

## Các trung tâm dân cư
Born, Broeksittard, Buchten, Einighausen, Geleen, Graetheide, Grevenbicht, Guttecoven, Holtum, Limbricht, Munstergeleen, Windraak, Obbicht, Papenhoven, Schipperskerk và Sittard.